# Hippie trail

Routes van het Hippie Trail

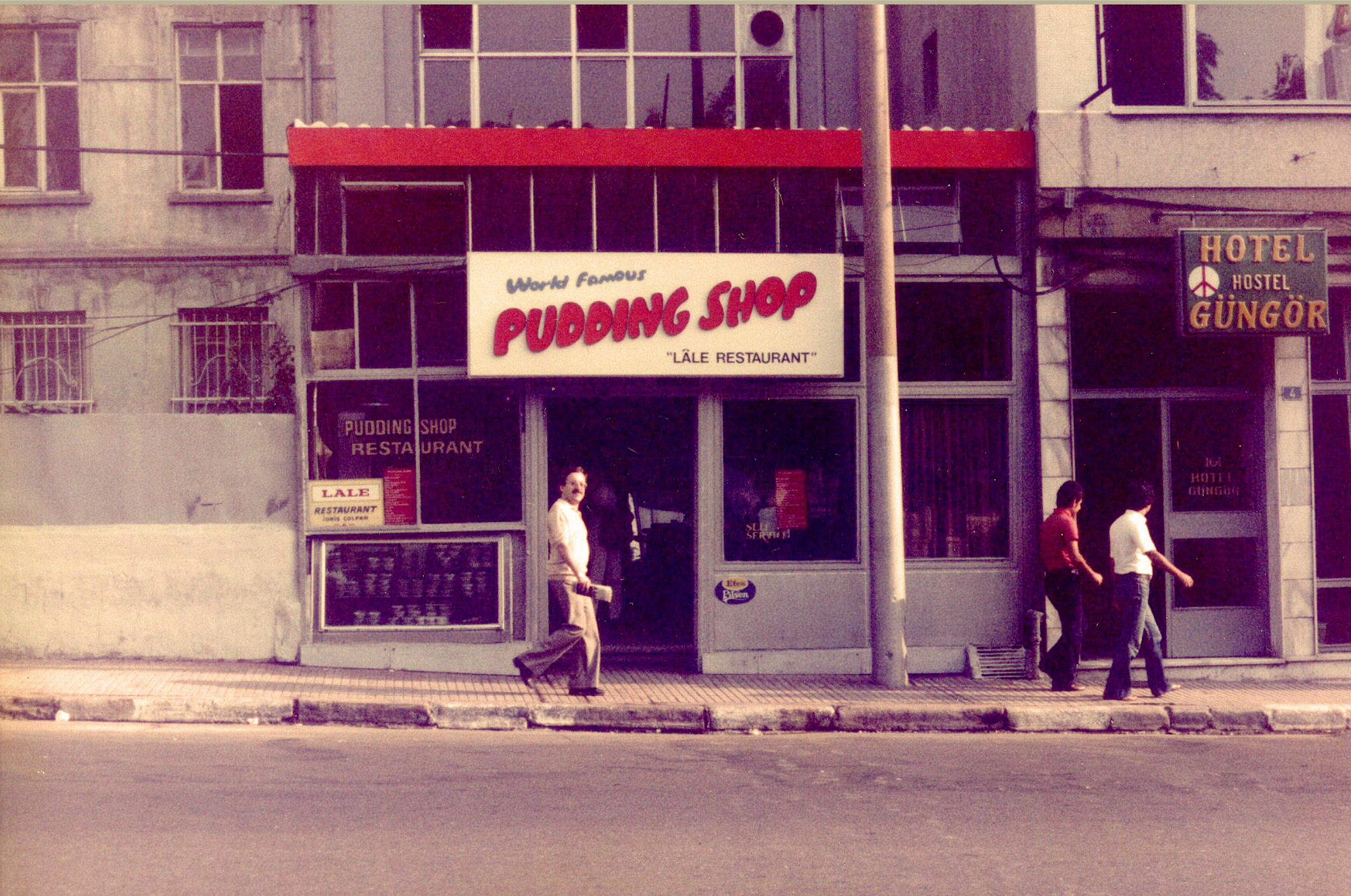
The Pudding Shop in Istanboel, waar veel hippies elkaar troffen. Bijna alle reizigers kwamen langs deze stad.

Het Hippie Trail was een reisroute die door met name hippies afgelegd werd in de jaren zestig en zeventig van de twintigste eeuw vanuit West-Europa naar India en Nepal. De route werd vaak afgelegd met weinig geld, liftend met de rugzak of met eigen vervoer en gebruik makend van goedkope accommodaties. Veel jongeren deden het op zoek naar levenservaringen, avontuur, zelfontplooiing en om contacten te leggen. De hippies integreerden beter met de lokale bevolking dan de gewone toeristen. Vaak ging het gepaard met het nodige cannabisgebruik wat op veel plekken gedoogd werd.
Naast eigen vervoer kon men ook gebruik maken van alternatieve busondernemingen die voor weinig geld de hele reis of gedeelten daarvan aanboden. Zoals de London–Calcutta bus service die van 1957 tot 1976 de complete reis aanbood, inclusief accommodatie en waarmee India in ongeveer vijftig dagen bereikt werd. In Amsterdam was een opstappunt voor de Magic Bus die goedkope busreizen naar Griekenland, Turkije en verder aanbood.
De eerste bussen tussen Europa en India werden al eind jaren vijftig op de route gesignaleerd. In 1968 ondernamen The Beatles een reis naar India waarbij ze enkele maanden in de leer gingen bij Maharishi Mahesh Yogi. Ze gaven daarmee het goede voorbeeld en de stroom reizigers kwam vanaf toen goed op gang. Honderdduizenden - mogelijk zelfs miljoenen - jongeren uit Europa en Noord-Amerika hebben in die jaren de reis naar het oosten over de Hippie Trail ondernomen.
De route voerde vanuit West-Europa, via Joegoslavië en Griekenland of Bulgarije naar de Turkse stad Istanboel. Van daaruit ging het via Perzië (Iran), Afghanistan en Pakistan naar India. Er was geen vaste route maar Istanboel en de Khyberpas (op de grens van Pakistan en Afghanistan) daar kwam bijna iedereen langs. Eenmaal in India waaierden de reizigers uit naar Kasjmir, Nepal, Goa en soms zelfs verder naar Zuidoost-Azië en Australië. Ook waren er reizigers die, veelal komend uit Australië, de reis in omgekeerde richting maakten.
Eind jaren zeventig (1979) viel, als gevolg van de toen uitbrekende Iraanse revolutie en de oorlog in Afghanistan die de doortocht door deze twee landen te gevaarlijk maakten, het doek.

## Alternatieven
Voor reizigers die minder ver wilden waren er alternatieve bestemmingen. Op het Amerikaanse continent ontstond het Gringo trail waarbij men op een zelfde manier vanuit Noord-Amerika naar het zuiden reisde. Veel Europese hippies weken uit naar Marokko waarbij Jimi Hendrix en The Rolling Stones het voorbeeld gaven. Café Hafa in Tanger was een belangrijke ontmoetingsplaats. Op de Spaanse eilanden Ibiza en Formentera ontstonden hippiegemeenschappen.

## Nalatenschap

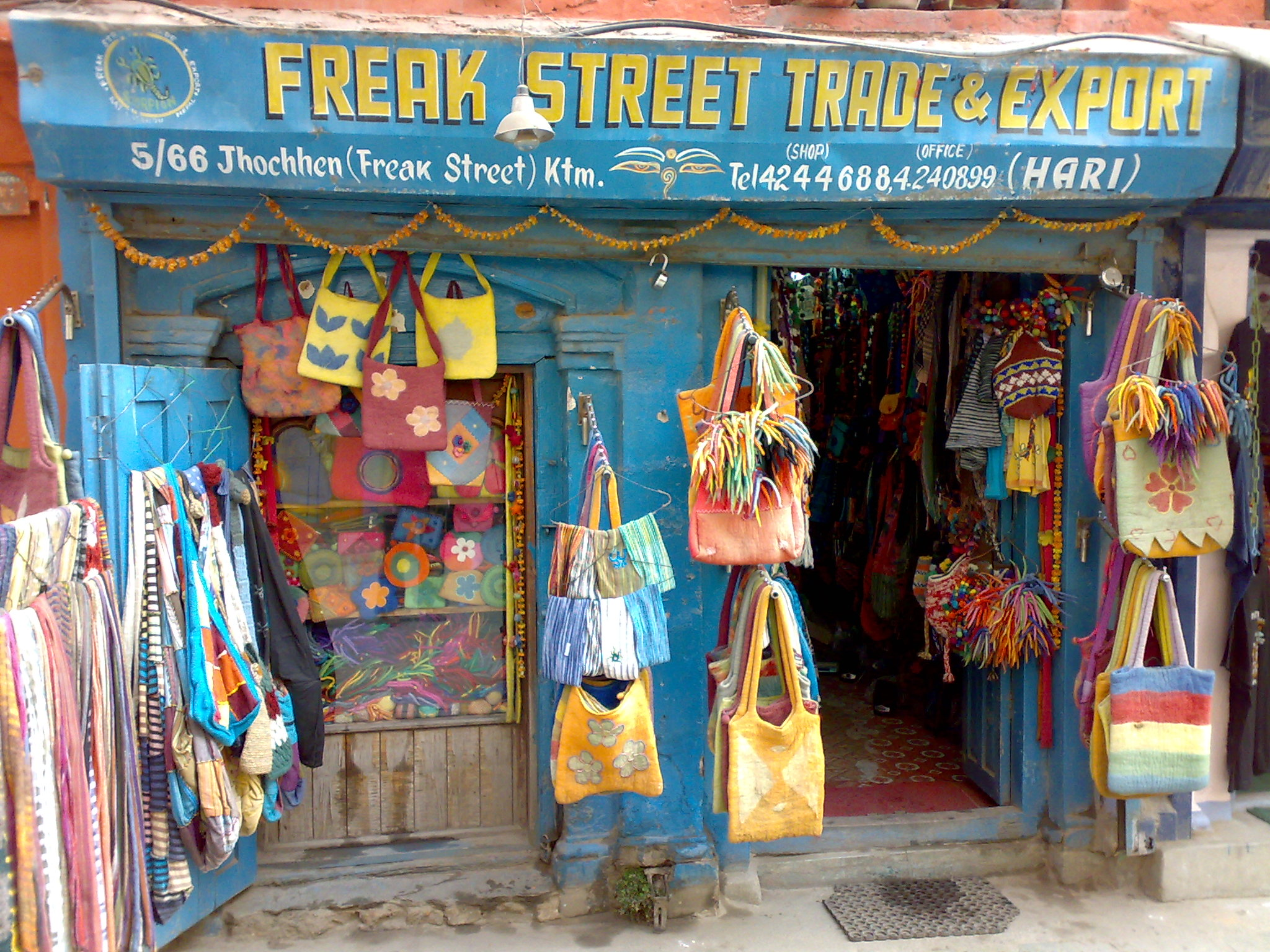
Freak street in Kathmandu, vlak bij het Durbar-plein, ooit een verzamelpunt voor hippies. Nu herinneren nog slechts enkele winkels aan die tijd.

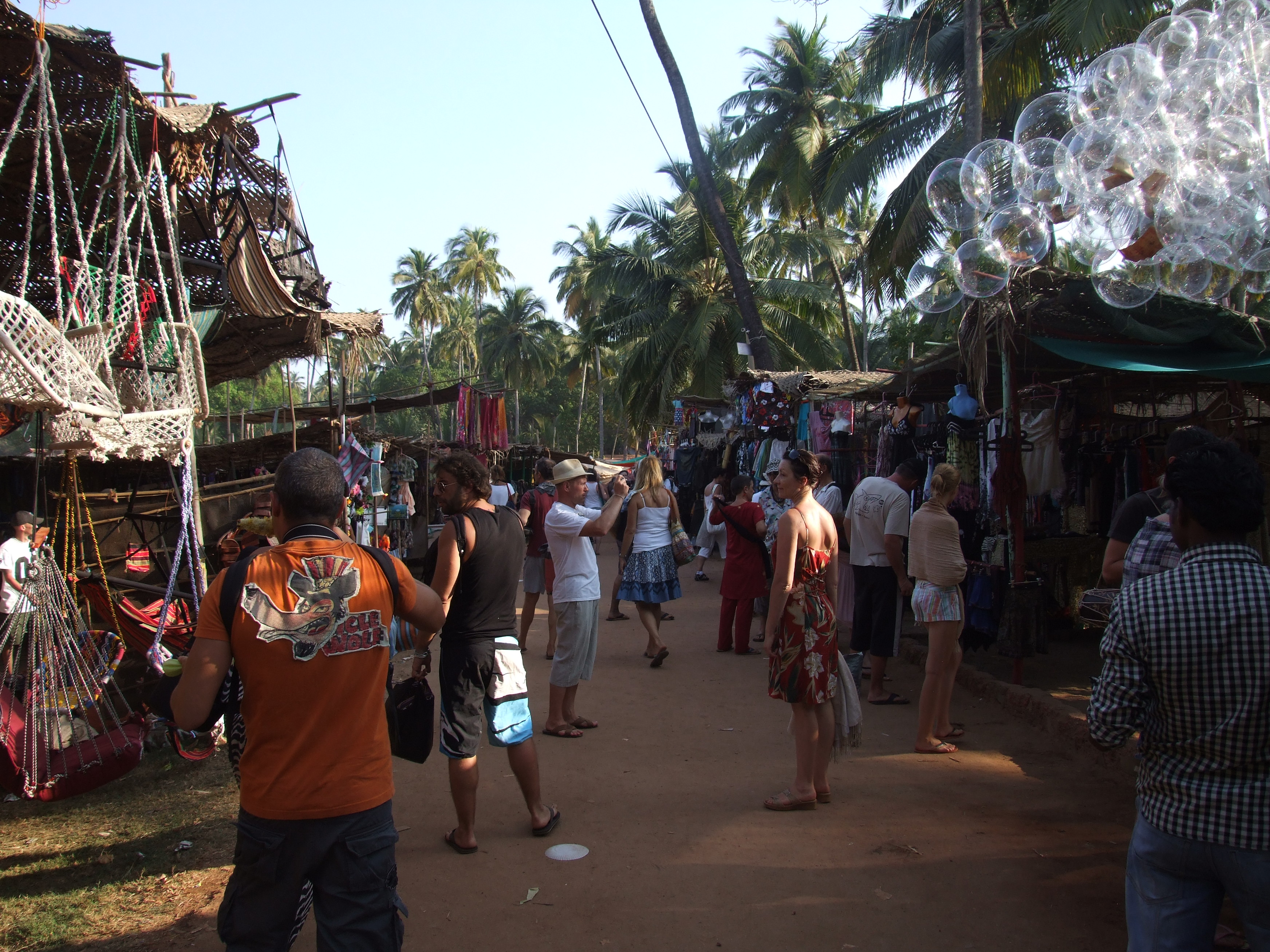
De Indiase deelstaat Goa was een van de eindbestemmingen en kent nog steeds een aantal hippiegemeenschappen.

Het Hippie trail speelt een rol in de film Last Hippie Standing, in de videoclip Down Under van Men at Work en de serie The Serpent. Het boek Het wonderlijke verhaal van de man die van India naar Zweden fietste voor de liefde is een waar gebeurd verhaal over een Indiase jongen en een Zweeds meisje die verliefd op elkaar worden. Het boek The Great Railway Bazaar van Paul Theroux gaat grotendeels over zijn ervaringen tijdens zijn reis langs de route.
In 1973 gaven Maureen en Tony Wheeler, die elkaar op de route ontmoet hadden, een reisgids uit. Hierna richtten ze het bedrijf Lonely Planet op dat sindsdien vele reisgidsen over verschillende regio's in de wereld uitgeeft.